# حب الشباب الدوائي
حب الشباب الدوائي (بالإنجليزية: Acne medicamentosa)‏ وهو حب الشباب الناتج عن أستخدام بعض الأدوية مثل الكورتيزون الفموى وبعض أدوية الدرن والصرع . أو هرمون الذكورة التستوستيرون، والأدوية الهرمونية الرئيسية التي تسبب حب الشباب مثل البروجستين ونظائره وأيضًا الموجودة في وسائل منع الحمل الهرمونية لأن حب الشباب عموما يعد اضطراب في وحدات الشعرية الدهنية الناتجة عن الهرمونات، والأدوية التي تثير حب الشباب الدوائي في أغلب الأحيان والتي هي نظائر للهرمون. وكثيرًا ما ينتج بسبب الستيرويدات القشرية. ويشار إليها باسم حب الشباب الستيرويد.